# Reichsstraße 341
Die Reichsstraße 341 (R 341) war bis 1945 eine Staatsstraße des Deutschen Reichs, die teilweise auf österreichischem, teilweise auf annektiertem tschechischem Gebiet lag. Die Straße nahm ihren Anfang in Linz  an der damaligen Reichsstraße 8 (nunmehr Eferdinger Straße B 129) und führte auf der Trasse der jetzigen Rohrbacher Straße B 127 über Rohrbach in Oberösterreich und Aigen im Mühlkreis über die Höhe des Böhmerwalds und den heutigen Stausee Lipno (hier derzeit keine höherrangige Straßenverbindung) nach Černá v Pošumaví (Schwarzbach) und weiter über Český Krumlov (Krummau) nach Kamenný Újezd (Steinkirchen), wo sie an der damaligen Reichsstraße 95 endete; dieser Abschnitt bildet derzeit die Silnice I/39.
Ihre Gesamtlänge betrug rund 113 Kilometer.